# Sonate pour bugle et piano
La Sonate pour bugle et piano, op. 29, est une œuvre de Maurice Emmanuel composée en 1936 pour bugle ou cornet à pistons en si et piano. L'œuvre répond à une commande du Conservatoire national supérieur de musique et de danse de Paris, et se présente aussi comme une suite dans le style néo-classique français, mais dans un langage toujours marqué par l'utilisation de modes anciens. 
Il s'agit de la dernière partition entièrement achevée par le compositeur. Le Poème du Rhône, op. 30, sera orchestré par son élève Marguerite Béclard d'Harcourt.

## Composition

### Contexte
Maurice Emmanuel entreprend la composition de la Sonate pour bugle et piano en 1936, en préparation du concours de la classe d'instruments à vent au conservatoire de Paris, qui lui en passe la commande.

### Création
La Sonate pour bugle et piano est exécutée par les élèves du conservatoire de la classe de cornet à pistons — « un instrument au répertoire limité » comme le note Christophe Corbier, biographe de Maurice Emmanuel — en 1937. L'œuvre est publiée la même année aux éditions Buffet Crampon, puis rééditée en 1951 aux éditions Alphonse Leduc.

## Analyse

### Structure
L'œuvre est en quatre mouvements « au style très épuré », dans un esprit relevant de la suite française néo-classique plutôt que de la sonate, comme la Sonatine V « alla francese », op. 22 de 1925 :
1. Sarabande — Adagio à 
 (enchaîné)
2. Allemande — Allegro moderato — à 
 et 
 dans sa section centrale
3. Aria —  Tranquillo molto à
4. Gigue — Vivo à

### Harmonie
L'œuvre est composée « sur le mode de fa (lydien) sauf la première partie de la Gigue finale, qui passe en mode de sol (myxolydien) mais la tonique fa n'est abandonnée que dans l'Aria en faveur de la sous-dominante si ».

## Postérité
Ultime partition de musique de chambre de son auteur, la Sonate pour bugle et piano « enrichit opportunément un répertoire plutôt maigre, où règne trop souvent la banalité, voire la vulgarité » selon Harry Halbreich. « Emmanuel y retrouve la belle humeur ingénue, la fraîcheur agreste du Trio de 1907 ».

## Discographie
- Maurice Emmanuel : musique de chambre — interprétée par Fabrice Wigishoff (bugle) et Laurent Wagschal (piano) — Timpani 1C1167, 2010 (premier enregistrement mondial[5])

### Ouvrages généraux
- Harry Halbreich, « Maurice Emmanuel », dans François-René Tranchefort (dir.), Guide de la musique de chambre, Paris, Fayard, coll. « Les Indispensables de la musique », 1987, 995 p. (ISBN 2-213-02403-0, OCLC 21318922, BNF 35064530), p. 307-309,

### Monographies
- Christophe Corbier, Maurice Emmanuel, Paris, Bleu nuit éditeur, 2007, 176 p. (ISBN 2-913575-79-X)
- Sylvie Douche (dir.), Maurice Emmanuel, compositeur français, Université de Paris-Sorbonne (Paris IV), Prague, Bärenreiter, 2007, 288 p. (ISBN 978-80-86385-34-1 et 80-86385-34-5, OCLC 312635540).